# Horst Hesslein
Horst Hesslein (31. März 1925 in Hamburg – 30. März 1996 in Pinneberg) war ein deutscher Schauspieler.

## Leben und Wirken
Über Hessleins vorfilmisches Leben ist nur wenig bekannt. Er war in Hamburg-St. Pauli eine Kiez-Größe und besaß, wie Arthur Brauss 2002 in einem Interview angab, Kontakte zur dortigen Unterwelt. Über den einstigen Hamburger Polizeireporter Jürgen Roland knüpfte Hesslein Kontakt zur Welt des Films und Fernsehens, Roland setzte ihn seit 1964 regelmäßig in den von ihm inszenierten Produktionen ein. Mit einem prägnanten Gesicht ausgestattet, spielte Horst Hesslein fortan meist Chargen aller Art: schräge Typen, Ganoven, Schläger und Ähnliches. In seinen letzten Lebensjahren fand er kaum mehr Beschäftigung vor der Kamera. Hesslein starb an Kehlkopfkrebs. Er erhielt eine Seebestattung.

## Filmografie
- 1964: Polizeirevier Davidswache
- 1965: Die Katze im Sack
- 1965: John Klings Abenteuer (eine Folge)
- 1965: 4 Schlüssel
- 1965: Stahlnetz: Nacht zum Ostersonntag
- 1966: Stahlnetz: Der fünfte Mann
- 1966: Die Rechnung – eiskalt serviert
- 1966: Cliff Dexter (zwei Folgen)
- 1967: Wenn es Nacht wird auf der Reeperbahn
- 1967–73: Dem Täter auf der Spur (zehn Episoden)
- 1968: Polizeifunk ruft – Auf schiefer Bahn
- 1968: Nationalkomitee ’Freies Deutschland’
- 1968: Einer fehlt beim Kurkonzert
- 1969: Die Engel von St. Pauli
- 1969: Percy Stuart (eine Folge)
- 1969: Das gelbe Haus am Pinnasberg
- 1969: Ida Rogalski – Thomas
- 1970: Unter den Dächern von St. Pauli
- 1970: Die Journalistin (eine Folge)
- 1971: Tatort: Kressin und der Laster nach Lüttich
- 1971: Jürgen Roland’s St. Pauli-Report
- 1971: Der Millionenraub
- 1971: Fluchtweg St. Pauli – Großalarm für die Davidswache
- 1972: Hamburg Transit – Wie man Aale fängt
- 1972: Tatort: Nachtfrost
- 1973: Zinksärge für die Goldjungen
- 1973: Nerze nachts am Straßenrand
- 1974: Die Rache der Ostfriesen
- 1975: Motiv Liebe – Folge 20 Gehobene Laufbahn
- 1975: Ein deutsches Attentat
- 1975: Das Messer im Rücken
- 1976: Abflug Bermudas
- 1976: Das Gesetz des Clans
- 1977: Die Dämonen
- 1977: Moritz, lieber Moritz
- 1980: Endstation Freiheit
- 1982: Kreisbrandmeister Felix Martin (mehrere Folgen)
- 1984: Jagger und Spaghetti
- 1985: Betrogen
- 1986: Finkenwerder Geschichten (Serie)
- 1982–88: Schwarz Rot Gold (zwei Folgen)
- 1988: Die Männer vom K3 (eine Folge)
- 1988: Tatort – Pleitegeier
- 1992: Der große Bellheim